# Forest Leaves Kumamoto
Forest Leaves Kumamoto (フォレストリーヴズ熊本) est un club japonais de volley-ball fondé en 2005 et basé à Kumamoto, évoluant pour la saison 2017-2018 en V・Challenge 1 Ligue.

## Résultats en Ligue
| Ligue          | Ligue   | Position | Équipes | Matchs | Gagné | Perdu |
| -------------- | ------- | -------- | ------- | ------ | ----- | ----- |
| V・Challenge   | 2008-09 | 9e       | 10      | 18     | 3     | 15    |
| V・Challenge   | 2009-10 | 9e       | 12      | 16     | 8     | 8     |
| V・Challenge   | 2010-11 | 10e      | 12      | 18     | 4     | 14    |
| V・Challenge   | 2011-12 | 8e       | 12      | 22     | 7     | 15    |
| V・Challenge   | 2012-13 | 9e       | 10      | 18     | 4     | 14    |
| V・Challenge   | 2013-14 | 9e       | 10      | 18     | 5     | 13    |
| V・Challenge   | 2014-15 | 7e       | 10      | 18     | 7     | 11    |
| V・Challenge 1 | 2015-16 | 7e       | 8       | 21     | 4     | 17    |
| V・Challenge 1 | 2016-17 | 3e       | 8       | 21     | 10    | 11    |

## Effectifs

### Saison 2014-2015
Entraîneur :  Mitsuko Fukuda